# Francis Hastings (mort en 1610)

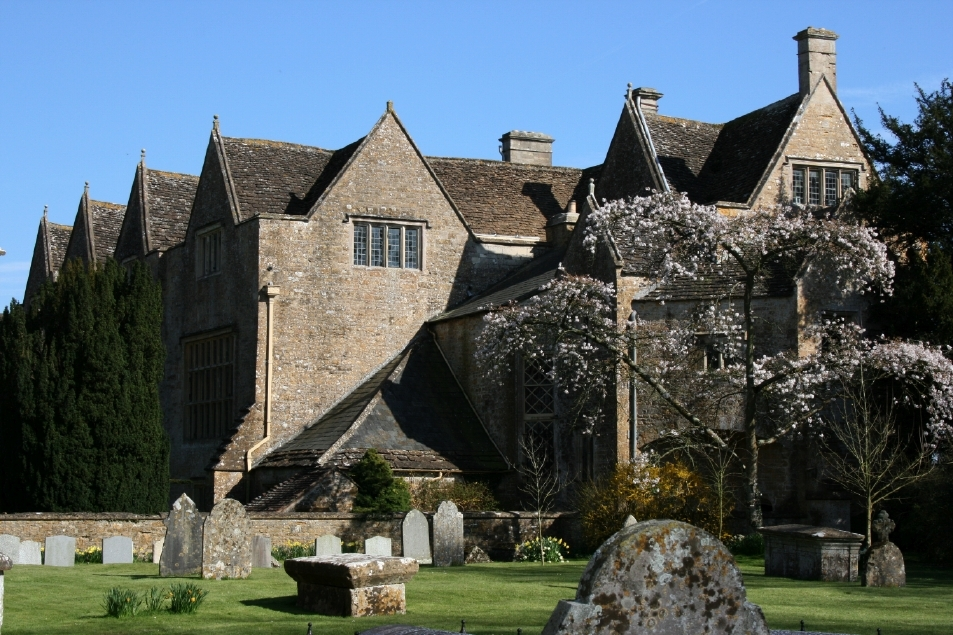
Cour du nord de Cadbury

Sir Francis Hastings (v 1546-1610) est un homme politique puritain anglais.

## Jeunesse
Il est le cinquième et le plus jeune fils de Francis Hastings (2e comte de Huntingdon) et de Catherine, fille d'Henry, 1er baron Montagu. Il est le frère cadet d'Henry Hastings (3e comte de Huntingdon) et George Hastings (4e comte de Huntingdon). Francis fait ses études au Magdalen College d'Oxford avant d'être admis à Grays Inn. Il est admis au barreau en 1574.

## Carrière
Alors qu'il est membre du barreau, il est nommé juge de paix dans le comté de son père, le Leicestershire, où il vit à Market Bosworth. Déjà prêt pour une carrière dans la vie publique, il est nommé haut shérif du Leicestershire pour 1571-1572, peu de temps après sa première élection en tant que député pour le Leicestershire (1571, 1584-1587 et 1597-1598) .
Il échange sa propriété de Market Bosworth contre les terres de son frère aîné dans le Somerset et construit North Cadbury Court à North Cadbury, Somerset en 1581. Cinq ans plus tard, il échange des sièges avec son frère et est élu pour le Somerset (1588-1593 et 1604-1611) et Bridgwater (1601). Il est haut shérif du Leicestershire une deuxième fois pour 1581-82 et est fait chevalier vers 1589.
Il épouse en 1569 Lady Maud Vernon (née Longford), fille de Sir Ralph Longford et veuve de Sir George Vernon. Quand elle meurt le 14 juin 1596, il retourne dans les Midlands. Mais réalisant que son père domine là-bas, il se marie à nouveau et retourne dans l'ouest. Mary Watkins hérite d'une propriété à Holwell, dans la vallée de Blackmore, aux confins du Devon. Il est député de Bridgwater, mais à la mort de la reine Elizabeth, il a déjà prouvé ses références protestantes. Puritain avoué et engagé, il écrit un traité contre le papisme Discourse of Predestination (1598) marquant ses qualités intellectuelles calvinistes pour le nouveau roi Jacques. Son idée sur The Watch Word est censée prouver au roi, à la conférence de Hampton Court, que le protestant est toujours vigilant quant aux menaces qui pèsent sur la sécurité de l'Angleterre. Mais il est assez astucieux pour laisser la place aux catholiques et de rester fidèle à la Couronne.

## Activité parlementaire
Ses critiques pensent que ses écrits frôlent la non-conformité hérétique en essayant d'être « rusé » en divisant l'église des protestants dans la doctrine de la foi. Hastings est conscient des dangers d'une maison divisée contre elle-même. Mais étant un puritain biblique, il est évangélique au sujet des Écritures, les promouvant comme « La parole de vérité ». La sainteté est son propre mot d'ordre sur la conduite dans la vie publique. Hastings considère les Communes comme un lieu propice au débat religieux, tout en préservant la dignité du « Souverain Magistrat ».
Bien que laissé de côté pour le poste de président, il a toujours été un membre éminent des Communes, recevant la pétition de griefs de Sir Robert Wroth, siégeant en tant que juge à la Conférence de 1604, utilisant ses propres pouvoirs personnels considérables pour renforcer l'autorité de la Chambre. Il organise ses propres officiers, étend ses privilèges et protège les autres membres de l'emprisonnement pour dettes. Pourtant, il est toujours un serviteur de la Couronne. En 1604, il rédige un projet de loi « contre les puritains » qu'il tente de définir pour inclure le catholicisme. Ce n'est pas la définition légale, il demande donc l'avis de Thomas Egerton, Lord Chancelier.